# E40 (międzynarodowa droga wodna)
E40 – planowana międzynarodowa droga wodna długości około 2000 km, mająca połączyć Morze Bałtyckie z Morzem Czarnym, przez Wisłę, Bug lub kanał Dęblin-Brześć, Muchawiec, Kanał Królewski, Pinę, Prypeć i Dniepr. Ma przebiegać przez 3 kraje: Polskę, Białoruś i Ukrainę, łącząc Gdańsk z Chersoniem. Planuje się uzyskanie co najmniej IV klasy żeglowności, zapewniającej transport barek o ładowności 1000–1500t i długości 85 m. 
W celu budowy drogi wodnej E40 planowana jest kaskadyzacja dolnej oraz środkowej Wisły. Planowane są stopnie wodne w okolicach miejscowości Tczew, Gniew, Grudziądz, Chełmno, Solec Kujawski, Siarzewo, Płock, Wyszogród, Warszawa (północ i południe), Góra Kalwaria, Ostrów, Piotrowice. Najbardziej zaawansowane są przygotowania do budowy stopnia wodnego Siarzewo.   
Połączenie Wisła-Kanał Królewski zostało zaplanowane w 3 wariantach:  
- Wariant I - Nieporęt - Sokołów Podlaski  - Biała Podlaska - Terespol, przez Narew, Bug oraz sztuczny kanał
- Wariant II - Góra Kalwaria - Garwolin - Radzyń Podlaski - Biała Podlaska - Terespol, przez Wilgę oraz sztuczny kanał
- Wariant III - Dęblin - Radzyń Podlaski - Biała Podlaska - Terespol, sztucznym kanałem wykopanym w dolinach Wieprza i Tyśmienicy

29 lipca 2022 roku, Ukraina wypowiedziała Białorusi umowę na podstawie której miała powstać E40. 

## Porównanie środków transportu

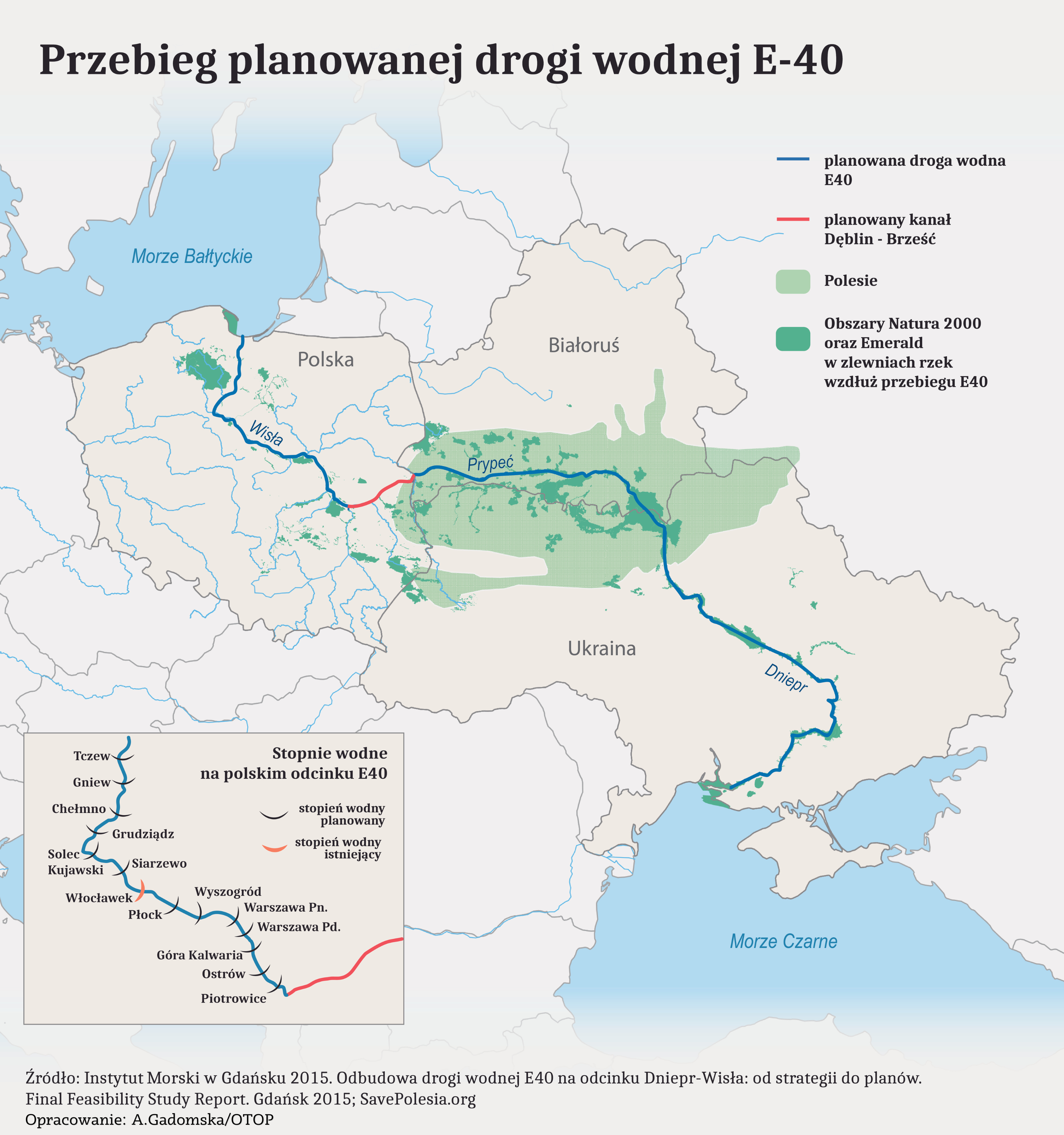
Przebieg planowanej drogi wodnej E40

| Środek transportu/odcinek            |                    | Wariant I | Wariant II | Wariant III |
| ------------------------------------ | ------------------ | --------- | ---------- | ----------- |
| E40 Gdańsk - Warszawa                | Długość trasy      | 431 km    | 440 km     | 440 km      |
| E40 Gdańsk - Warszawa                | Liczba zapór/śluz  | 8         | 10         | 12          |
| E40 Gdańsk - Warszawa                | Czas podróży       | 3 dni     | 3 dni      | 3 dni       |
| E40 Warszawa - Brześć                | Długość trasy      | 219 km    | 255 km     | 249 km      |
| E40 Warszawa - Brześć                | Liczba zapór/śluz  | 11        | 9          | 7           |
| E40 Warszawa - Brześć                | Czas podróży       | 2 dni     | 2 dni      | 2 dni       |
| Kolej Gdańsk - Warszawa              | długość połączenia | 313 km    | 313 km     | 313 km      |
| Kolej Gdańsk - Warszawa              | elektryfikacja     | pełna     | pełna      | pełna       |
| Kolej Warszawa - Brześć              | długość połączenia | 211 km    | 211 km     | 211 km      |
| Kolej Warszawa - Brześć              | elektryfikacja     | pełna     | pełna      | pełna       |
| Połączenie drogowe Gdańsk - Warszawa | długość            | 333 km    | 333 km     | 333 km      |
| Połączenie drogowe Warszawa - Brześć | długość            | 220 km    | 220 km     | 220 km      |

| Środek transportu   | Odległość [km] | Czas podróży [godz.] | Czas podróży z postojami [godz.] |
| ------------------- | -------------- | -------------------- | -------------------------------- |
| Połączenie drogowe  | 1700           | 31                   | -                                |
| Połączenie kolejowe | 1709           | 66                   | -                                |
| E40 Wariant I       | 2260           | 226                  | 290                              |
| E40 Wariant II      | 2315           | 231                  | 294                              |
| E40 Wariant III     | 2309           | 230                  | 293                              |

## Ekonomiczne uzasadnienie budowy E40
Szacowany koszt inwestycji na odcinku Gdańsk - Brześć wynosi w zależności od wariantu od 9,8 mld euro do 12,3 mld euro. Wstępna analiza ekonomiczna zawarta w Studium wykonalności E40 z 2015 roku wskazała opłacalność realizacji inwestycji w wariancie III, jednak alternatywne opracowania ekonomiczne wskazują na nierentowność inwestycji, niezależnie od zaproponowanego wariantu. Negatywne wyniki ekonomiczne zostały obliczone dla przebiegu polskiego odcinka E40, białoruskiego, jak i całego programu budowy dróg wodnych w Polsce. 
W związku z niewpisaniem drogi wodnej E40 do sieci TEN-T, nie ma możliwości finansowania tej inwestycji z pieniędzy EU.

## Wpływ E40 na środowisko
W 2021 roku naukowcy wskazali budowę drogi wodnej E40 za jedno z 15 największych zagadnień ochrony przyrody na świecie. Droga wodna E40 nie doczekała się całościowej oceny oddziaływania na środowisko.  

### Wpływ E40 na obszary chronione
Raport organizacji pozarządowych wskazuje, że oddziaływanie na obszary chronione może być ogromne. Negatywny wpływ dosięgnie obszarów chronionych prawem międzynarodowym: Natura 2000, Emerald, Ramsar, IBA, UNESCO-MAB i HELCOM; oraz obszary chronione prawem krajowym, m.in.: Parki Narodowe, Rezerwaty Przyrody, Parki Krajobrazowe, Zapowiedniki i Zakazniki. 
- Przewiduje się, że bezpośredni negatywny wpływ E40 dotknie 14 obszarów Natura 2000, a 52 obszary będą pod pośrednim wpływem inwestycji. Łącznie pod negatywnym wpływem E40 będzie 66 obszarów Natura 2000 o powierzchni 5 182 km², co stanowi 8,5% powierzchni obszarów Natura 2000 w Polsce.
- Pod bezpośrednim negatywnym wpływem będzie też 9 obszarów Emerald w Białorusi oraz 17 w Ukrainie. Pośredni wpływ E40 dotknie kolejnych 26 obszarów Emerald. Łącznie 52 obszary o powierzchni 24 098km² zostaną poddane negatywnemu oddziaływaniu na powierzchni 24 098 km², co stanowi 3,5% obszarów chronionych Emerald w Białorusi i Ukrainie.
- Pod bezpośrednim wpływem będzie 7 obszarów Ramsar: 3 w Białorusi, 3 w Ukrainie i 1 w Polsce. Pośredni wpływ dotknie kolejne 9 obszarów. Łącznie pod negatywnym wpływem będzie 16 obszarów Ramsar o łącznej powierzchni 4 579 km², co stanowi ponad 26% całkowitej powierzchni tych obszarów w Polsce, Białorusi i Ukrainie.
- Pod bezpośrednim wpływem będzie 26 ostoi IBA, z czego w Polsce Ujście Wisły, Dolina Wisły oraz Środkowa Wisła. Łącznie negatywnemu wpływowi będzie poddanych 55 obszarów IBA o łącznej powierzchni 16 858 km², co stanowi 16% powierzchni obszarów IBA w Polsce, Białorusi i Ukrainie, a w samej Białorusi negatywnej presji poddana będzie ponad połowa powierzchni IBA.
- Negatywny wpływ dotknie 2 transgraniczne obszary UNESCO-MAB (obszar UNESCO „Człowiek i biosfera”).
- Pod negatywnym oddziaływaniem znajdą się 2 obszary HELCOM na Bałtyku o powierzchni 641 km² (Zatoka Pucka i Ujście Wisły).

Łącznie pod negatywnym wpływem znajdą się 193 obszary chronione prawem międzynarodowym o łącznej powierzchni ponad 33 000 km².  

### Wpływ E40 na zasoby wodne
Najlepiej udokumentowany wpływ na zasoby wodne dotyczy odcinka E40 między Wisłą a granicą Polski z Białorusią. Niezależnie od przyjętego wariantu, na większości odcinka kanał będzie miał właściwości drenujące, negatywnie wpływające na warunki wodne. Dodatkowo zapewnienie wystarczającej ilości wody w kanale wymagać będzie pompowania wody z Wisły lub z Bugu, przy czym w przypadku pobierania wody z Bugu może to mieć silnie negatywny wpływ na reżim hydroloigiczny rzeki i bilans wodny,  bowiem może wymagać pobierania nawet do 30% przepływu rzeki oraz zmniejszy częstotliwość przepływów pozakorytowych od 16,8% do 18%.
| Wariant     | dł. kanału [km] | dł. odcinka nawadniającego [km] | dł. odcinka odwadniającego [km] | potrzebna ilość wody [m3/s] |
| ----------- | --------------- | ------------------------------- | ------------------------------- | --------------------------- |
| Wariant I   | 207,8           | 94,5                            | 113,3                           | 13,69                       |
| Wariant II  | 195,9           | 76,5                            | 119,5                           | 12,45                       |
| Wariant III | 159,6           | 51,8                            | 107,8                           | 10,96                       |

### Wpływ E40 na ptaki
Wpływ budowy E40 na ptaki został oszacowany dla polskiej części inwestycji. Najsilniejszy negatywny wpływ będzie miał miejsca na czterech obszarach specjalnej ochrony ptaków Natura 2000 (Ujście Wisły PLB20004, Dolina Dolnej Wisły PLB040003, Dolina Środkowej Wisły PLB140004, Dolina Tyśmienicy PLB060004) oraz ostoi ptaków (IBA) Dolina Dolnego Wieprza PL144 (oraz ostojach IBA na Wiśle, pokrywających się obszarowo z obszarami Natura 2000). Dla wielu gatunków obszary będące pod wpływem E40 są najważniejszymi lub jednymi z najważniejszych miejsc gniazdowania (Tabela 1.). Spośród gatunków ptaków gniazdujących w dolinie Wisły największy negatywny wpływ będzie dotyczył ptaków gniazdujących w korycie rzeki na piaszczystych wyspach oraz w skarpach: sieweczki obrożnej (EN), sieweczki rzecznej, ostrygojada (VU), brodźca piskliwego, mewy siwej (VU), mewy czarnogłowej (EN), mewy białogłowej, rybitwy czubatej (CR), rybitwy rzecznej, rybitwy białoczelnej (VU), brzegówki, zimorodka, ohara (VU), nurogęsia. Spadek liczebności niektórych gatunków będzie dotyczył ponad połowy polskiej populacji, a wiele z wymienionych gatunków znajduje się na Czerwonej liście ptaków Polski. Silne negatywne oddziaływanie będzie dotyczyło także gatunków ptaków związanych z terenami otwartymi: cyranki (VU), płaskonosa (VU), błotniaka łąkowego (VU), derkacza (VU), rycyka (CR), krwawodzioba (NT), rybitwy czarnej (VU), wodniczki (VU) oraz lasami łęgowymi. 
| Kod i nazwa gatunku                          | Typ populacji | Liczebność krajowej populacji lęgowej lub populacji migrującej | Obszar Natura 2000 | Obszar Natura 2000  | Obszar Natura 2000     | Obszar Natura 2000 | IBA                    | Suma liczebności z wszystkich analizowanych obszarów |
| Kod i nazwa gatunku                          | Typ populacji | Liczebność krajowej populacji lęgowej lub populacji migrującej | Ujście Wisły       | Dolina Dolnej Wisły | Dolina Środkowej Wisły | Dolina Tyśmienicy  | Dolina Dolnego Wieprza | Suma liczebności z wszystkich analizowanych obszarów |
| -------------------------------------------- | ------------- | -------------------------------------------------------------- | ------------------ | ------------------- | ---------------------- | ------------------ | ---------------------- | ---------------------------------------------------- |
| A006 Perkoz rdzawoszyi Podiceps grisegena    | r             | 600-900 p.                                                     |                    |                     |                        | 0 0%               |                        | 0 0%                                                 |
| A007 Perkoz rogaty Podiceps auritus          | c             | b.d.                                                           | 10-300 b.d.        |                     |                        |                    |                        | 10-300 b.d.                                          |
| A022 Bączek Ixobrychus minutus               | r             | 1100-1500 p.                                                   |                    |                     | 10-13 1%               | 7 max. 1%          |                        | 17-20 1-2%                                           |
| A030 Bocian czarny Ciconia nigra             | r             | 1200-1900 p.                                                   |                    |                     |                        | 1 <0,5%            |                        | 1 <0,5%                                              |
| A030 Bocian czarny Ciconia nigra             | c             | b.d.                                                           |                    |                     | 50-245 b.d.            |                    |                        | 50-245 b.d.                                          |
| A036 Łabędź niemy Cygnus olor                | r             | 6300-7700 p.                                                   |                    | 35 max. 1%          |                        |                    |                        | 35 max. 1%                                           |
| A037 Ł. czarnodzioby C. columbianus          | c             | 1000-1500 os.                                                  | 27 2-3%            |                     |                        |                    |                        | 27 2-3%                                              |
| A039 Gęś zbożowa***                          | c             | 180000-300000 os.                                              | 14000 5-8%         | 8258 3-5%           |                        |                    |                        | 22 258 7-12%                                         |
| A041 Gęś białoczelna Anser albifrons         | c             | 60000-250000 os.                                               | 4000 2-7%          |                     |                        |                    | max. 7910 max. 3-13%   | 11910 5-20%                                          |
| A043 Gęgawa Anser anser                      | r             | 6000-9000 p.                                                   |                    |                     |                        | 86-106 1-2%        |                        | 86-106 1-2%                                          |
| A048 Ohar Tadorna tadorna                    | r             | 115-117 p.                                                     | 3-5** 3-4%         | 5-10 4-9%           | 21-30 18-26%           |                    |                        | 29-45 25-39%                                         |
| A050 Świstun Mareca penelope                 | r             | 0 p.                                                           |                    |                     |                        | 0 0%               |                        | 0 0%                                                 |
| A050 Świstun Mareca penelope                 | c             | b.d.                                                           |                    |                     |                        | 8000-10000 b.d.    |                        | 8000-10000 b.d.                                      |
| A051 Krakwa Mareca strepera                  | r             | 3000-4000 p.                                                   |                    |                     |                        | 36-50 1-2%         |                        | 36-50 1-2%                                           |
| A053 Krzyżówka Anas platyrhynchos            | w             | 179000-227100 os.                                              |                    | 29583-3125113-17%   | 3446-18327 9-11%       |                    |                        | 33 029-49 578 15-28%                                 |
| A055 Cyranka Spatula querquedula             | r             | 1000-3000 p.                                                   |                    |                     |                        | 26-35 1-3%         | 22 1-2%                | 48-57 2-6%                                           |
| A056 Płaskonos Spatula clypeata              | r             | 400-1000 p.                                                    |                    |                     | 3-7 max. 2%            |                    | 6 1%                   | 9-13 1-3%                                            |
| A054 Rożeniec Anas acuta                     | c             | b.d.                                                           |                    |                     |                        | 6500-7000 b.d.     |                        | 6500-70004 b.d.                                      |
| A060 Podgorzałka Aythya nyroca               | r             | 110-129 p.                                                     |                    |                     | 0 0%                   | 0 0%               |                        | 0 0%                                                 |
| A061 Czernica Aythya fuligula                | c             | b.d.                                                           | 2000-17500 b.d.    |                     |                        |                    |                        | 2000-17500 b.d.                                      |
| A062 Ogorzałka Aythya marila                 | c             | b.d.                                                           | 3000-12500 b.d.    |                     |                        |                    |                        | 3000-12500 b.d.                                      |
| A064 Lodówka Clangula hyemalis               | c             | b.d.                                                           | 30000 b.d.         |                     |                        |                    |                        | 30000 b.d.                                           |
| A067 Gągoł Bucephala clangula                | c             | b.d.                                                           | 1500-22700 b.d.    |                     |                        |                    |                        | 1500-22700 b.d.                                      |
| A067 Gągoł Bucephala clangula                | w             | 22700-37300 os.                                                |                    | 10344-13993 28-62%  |                        |                    |                        | 10344-13993 28-62%                                   |
| A068 Bielaczek Mergus albellus               | c             | b.d.                                                           | 300 b.d.           |                     |                        |                    |                        | 300 b.d.                                             |
| A068 Bielaczek Mergus albellus               | w             | 1600-5000 os.                                                  | 300 b.d.           |                     |                        |                    |                        | 300 b.d.                                             |
| A070 Nurogęś Mergus merganser                | r             | 1500-2500 p.                                                   | 6-8** max. 1%      | min.62 2-4%         | 92-121 4-8%            |                    |                        | min.160-191 6-13%                                    |
| A070 Nurogęś Mergus merganser                | w             | 21900-46300 os.                                                | 400-6500 1-30%     | 2136-2741,5-13%     |                        |                    |                        | 2 536-9 241 5-42%                                    |
| A075 Bielik Haliaeetus albicilla             | r             | 1300-1900 p.                                                   |                    | min. 4 <0,5%        | 3-6 <0,5%              |                    |                        | min. 7-10 maks. 1%                                   |
| A075 Bielik Haliaeetus albicilla             | w             | 3000-5000 os.                                                  |                    | 42-83,1-3%          | 45-102 1-3%            |                    |                        | 87-185 2-6%                                          |
| A081 Błotniak stawowy Circus aeruginosus     | r             | 6600-7400 p.                                                   |                    | 65-77 1%            |                        | 37-45 max. 1%      |                        | 102-122 1-2%                                         |
| A084 Błotniak łąkowy Circus pygargus         | r             | 3400-4500 p.                                                   |                    |                     |                        | 2-4 <0,5%          |                        | 2-4 <0,5%                                            |
| A120 Zielonka Porzana parva                  | r             | 1500-2000 m.                                                   |                    |                     |                        | 8 max. 1%          |                        | 8 max. 1%                                            |
| A122 Derkacz Crex crex                       | r             | 39000-52000 m.                                                 |                    | 71-75 <0,5%         |                        | 235 max. 1%        | 100-300 max. 1%        | 406-610 1-2%                                         |
| A127 Żuraw Grus grus                         | r             | 23000-30000 p.                                                 |                    | 56-60 <0,5%         |                        |                    |                        | 56-60 <0,5%                                          |
| A127 Żuraw Grus grus                         | c             | 98000-155000 os.                                               |                    | 4265 3-4%           |                        |                    |                        | 4265 3-4%                                            |
| A130 Ostrygojad Haematopus ostralegus        | r             | 36-40 p.                                                       |                    | 0                   | 17-21 47-52%           |                    |                        | 17-21 47-52%                                         |
| A136 Sieweczka rzeczna Charadrius dubius     | r             | 5000-13000 p.                                                  |                    | 65-158 1-3%         | 150-237 1-5%           |                    |                        | 215-395 2-8%                                         |
| A137 Sieweczka obrożna Charadrius hiaticula  | r             | 179-251 p.                                                     | min. 16-17** 6-9%  | 0-5 0-3%            | 85-103 41-47%          |                    |                        | 101-125 50-56%                                       |
| A140 Siewka złota Pluvialis apricaria        | c             | b.d.                                                           |                    | maks. 11000 b.d.    |                        |                    |                        | maks. 11000 b.d.                                     |
| A142 Czajka Vanellus vanellus                | c             | b.d.                                                           |                    | 15402 b.d.          |                        |                    |                        | 15402 b.d.                                           |
| A149 Biegus zmienny Calidris alpina          | c             | b.d.                                                           | 200 b.d.           |                     |                        |                    |                        | 2004 b.d.                                            |
| A154 Dubelt Gallinago media                  | r             | 486 m.                                                         |                    |                     |                        | 6 1%               |                        | 6 1%                                                 |
| A156 Rycyk Limosa limosa                     | r             | 800-1500 p.                                                    |                    |                     | 12 1%                  | min. 50 3-6%       | 14-17 1-2%             | min. 76-79 5-10%                                     |
| A160 Kulik wielki Numenius arquata           | r             | 120-250 p.                                                     |                    |                     |                        | 0-3 max. 1%        |                        | 0-3 max. 1%                                          |
| A160 Kulik wielki Numenius arquata           | c             | b.d.                                                           | 32 b.d.            | maks. 950 b.d.      |                        |                    |                        | maks. 982 b.d.                                       |
| A162 Krwawodziób Tringa totanus              | r             | 800-1200 p.                                                    |                    |                     | 22-30 2-4%             | 15 1-2%            | 20-22 2-3%             | 57-67 5-8%                                           |
| A166 Łęczak Tringa glareola                  | c             | b.d.                                                           | 2100 b.d.          |                     |                        |                    |                        | 2100 b.d.                                            |
| A168 Brodziec piskliwy Actitis hypoleucos    | r             | 1600-2200 p.                                                   |                    | 12-77 1-5%          | 110-274 5-17%          |                    |                        | 122-351 6-22%                                        |
| A170 Płatkonóg szydłodzioby P. lobatus       | c             | b.d.                                                           | 150 b.d.           |                     |                        |                    |                        | 150 b.d.                                             |
| A176 Mewa czarnogłowa I. melanocephalus      | r             | 42-86 p.                                                       |                    |                     | 2-8 2-19%              |                    |                        | 2-82,7 2-19% (śr. 9%)                                |
| A177 Mewa mała Hydrocoleus minutus           | r             | 0 p.1                                                          |                    |                     |                        | 0 0%               |                        | 0 0%                                                 |
| A177 Mewa mała Hydrocoleus minutus           | c             | b.d.                                                           | 5000 b.d.          |                     |                        |                    |                        | 5000 b.d.                                            |
| A179 Śmieszka Ch. ridibindus                 | r             | 90 000-100 000 p.                                              |                    |                     | 4991-10883 5-12%       |                    |                        | 4991-10883 5-12%                                     |
| A182 Mewa siwa Larus canus                   | r             | 440 p.                                                         | 0** 0%             | 6-23 1-5%           | 206 47%                |                    |                        | 212-229 48-52%                                       |
| A182 Mewa siwa Larus canus                   | c             | b.d.                                                           | 6500 b.d.          |                     |                        |                    |                        | 6500 b.d.                                            |
| A182 Mewa siwa Larus canus                   | w             | 7000-12000 os.                                                 | 0-150** max. 2%    |                     |                        |                    |                        | 0-150 max. 2%                                        |
| A184 Mewa srebrzysta Larus argentatus        | r             | Brak danych                                                    | 0** b.d.           | 0-8 b.d.            |                        |                    |                        | 0-8 b.d.                                             |
| A184 Mewa srebrzysta Larus argentatus        | c             | b.d.                                                           | 5000 b.d.          |                     |                        |                    |                        | 5000 b.d.                                            |
| A190 Rybitwa wielkodzioba H. caspia          | c             | b.d.                                                           | 130 b.d.           |                     |                        |                    |                        | 130 b.d.                                             |
| A191 Rybitwa czubata Thalasseus sandvicensis | r             | 2-200 p.                                                       | 0-200 0-100%       |                     |                        |                    |                        | 0-200 0-100%                                         |
| A191 Rybitwa czubata Thalasseus sandvicensis | c             | b.d.                                                           | 2000 b.d.          |                     |                        |                    |                        | 2000 b.d.                                            |
| A193 Rybitwa rzeczna Sterna hirundo          | r             | 6000-8000 p.                                                   | 0-5**<1%           | min. 465-536 6-9%   | 1456-2001 18-33%       | 20-150 max. 2%     |                        | 1 941-2 692 24-45%                                   |
| A193 Rybitwa rzeczna Sterna hirundo          | c             | b.d.                                                           | 2000 b.d.          |                     |                        |                    |                        | 2000 b.d.                                            |
| A195 Rybitwa białoczelna S. albifrons        | r             | 876-1103 p.                                                    | 10-20** 1-3%       | 138-169 15-16%      | 311-437 36-40%         |                    |                        | 469-626 54-57%                                       |
| A196 Rybitwa białowąsa Chlidonias hybridus   | r             | 4288 p.                                                        |                    | 3 <0,5%             |                        | 1-30 max. 1%       |                        | 4-33 max. 1%                                         |
| A197 Rybitwa czarna Chlidonias niger         | r             | 3659 p.                                                        |                    | 24-29 1%            |                        | 33-35 1%           | 28 1%                  | 85-92 2-3%                                           |
| A197 Rybitwa czarna Chlidonias niger         | c             | b.d.                                                           | 2600 b.d.          |                     |                        |                    |                        | 2600 b.d.                                            |
| A215 Puchacz Bubo bubo                       | p             | 270-380 p.                                                     |                    |                     |                        | 2-3 1%             |                        | 2-3 1%                                               |
| A222 Uszatka błotna Asio flammeus            | r             | 0-35 p.                                                        |                    |                     |                        | 0-1 max. 3%        |                        | 0-1 max. 3%                                          |
| A229 Zimorodek Alcedo atthis                 | r             | 2500-6000 p.                                                   |                    | 31-47 1-2%          | 26-30 1%               |                    |                        | 57-77 1-3%                                           |
| A238 Dzięcioł średni Dendrocoptes medius     | p             | 20 000-36 000 p.                                               |                    |                     | 410-460 1-2%           |                    |                        | 410-460 1-2%                                         |
| A249 Brzegówka Riparia riparia               | r             | 150 000-300 000 p.                                             |                    | 9183-10619 3-7%     | 11133-11875 4-8%       |                    |                        | 20 316-22 494 7-15%                                  |
| A272 Podróżniczek Luscinia svecica           | r             | 1300-1800 p.                                                   |                    |                     | 0-6 <0%                | 5-10 max. 1%       |                        | 5-16 max. 1%                                         |
| A294 Wodniczka Acrocephalus paludicola       | r             | 3200-4500 m.                                                   |                    |                     |                        | 6-21 max. 1%       | 1-3 <0,5%              | 7-24 max. 1%                                         |
| A298 Trzciniak A. arundinaceus               | r             | 151 000-224 000 p.                                             |                    | 219 <0,5%           |                        |                    |                        | 219 <0,5%                                            |
| A307 Jarzębatka Sylvia nisoria               | r             | 90 000-128 000 p.                                              |                    | 161 <0,5%           |                        |                    |                        | 161 <0,5%                                            |
| A323 Wąsatka Panurus biarmicus               | r             | 1800-2500 p.                                                   |                    |                     |                        | 10-15 max. 1%      |                        | 10-15 max. 1%                                        |
| A336 Remiz Remiz pendulinus                  | r             | 14000-34000 p.                                                 |                    | min. 104 min. 1%    |                        |                    |                        | min. 104 min. 1%                                     |
| A371 Dziwonia Carpodacus erythrinus          | r             | 32000-59000 p.                                                 |                    | 131 <0,5%           | 120 <0,5%              |                    |                        | 251 max. 1%                                          |
| A429 Dzięcioł białoszyi Dendrocopos syriacus | p             | 1000-2000 p.                                                   |                    |                     | 9 max. 1%              |                    | max. 15 max. 1%        | max. 24 1-2%                                         |
| A459 Mewa białogłowa Larus cachinnans        | r             | 2000-3000 p.                                                   |                    |                     | min. 212-450 7-22%     |                    |                        | min. 212-450 7-22%                                   |

* dotyczy tylko obszaru w granicach woj. kujawsko-pomorskiego
** liczebność dotyczy tylko wschodniej części obszaru, bez zachodniej enklawy obejmującej rez. „Ptasi Raj”.
*** zapis dotyczy sytuacji sprzed uznania gęsi zbożowej za 2 osobne gatunki: gęś tundrową Anser serrirostris i znacznie rzadszą gęś zbożową Anser fabalis
E40 w sieci TEN-T
| Kod i nazwa gatunku                             | Typ populacji | Liczebność krajowej populacji lęgowej lub populacji migrującej | Obszar Natura 2000   | Obszar Natura 2000   | Obszar Natura 2000     | Obszar Natura 2000   | IBA                    | Sumaryczne zmiany w odniesieniu do populacji krajowej |
| Kod i nazwa gatunku                             | Typ populacji | Liczebność krajowej populacji lęgowej lub populacji migrującej | Ujście Wisły         | Dolina Dolnej Wisły  | Dolina Środkowej Wisły | Dolina Tyśmienicy    | Dolina Dolnego Wieprza | Sumaryczne zmiany w odniesieniu do populacji krajowej |
| ----------------------------------------------- | ------------- | -------------------------------------------------------------- | -------------------- | -------------------- | ---------------------- | -------------------- | ---------------------- | ----------------------------------------------------- |
| A006 Perkoz rdzawoszyi Podiceps grisegena VU    | r             | 600-900 p.                                                     |                      |                      |                        | Nie dotyczy          |                        | Nie dotyczy                                           |
| A007 Perkoz rogaty Podiceps auritus             | c             | b.d.                                                           | Spadek nieokreślony  |                      |                        |                      |                        | Spadek nieokreślony                                   |
| A022 Bączek Ixobrychus minutus                  | r             | 1100-1500 p.                                                   |                      |                      | -20 do -23%            | Bez zmian?           |                        | -<0,5%                                                |
| A030 Bocian czarny Ciconia nigra                | r             | 1200-1900 p.                                                   |                      |                      |                        | Bez zmian?           |                        | Stabilny/ zmiany nieistotne                           |
| A030 Bocian czarny Ciconia nigra                | c             | b.d.                                                           |                      |                      | Silny spadek           |                      |                        | Spadek nieokreślony                                   |
| A036 Łabędź niemy Cygnus olor                   | r             | 6300-7700 p.                                                   |                      | Silny spadek         |                        |                      |                        | -<0,5%                                                |
| A037 Ł. czarnodzioby C. columbianus             | c             | 1000-1500 os.                                                  | Prawdopodobny spadek |                      |                        |                      |                        | ok. – 1 do -2%                                        |
| A039 Gęś zbożowa***                             | c             | 180000-300000 os.                                              | Prawdopodobny spadek | Częściowy spadek     |                        |                      |                        | ok. - 1%                                              |
| A041 Gęś białoczelna Anser albifrons            | c             | 60000-250000 os.                                               | Prawdopodobny spadek |                      |                        |                      | Silny spadek           | co najmniej -2%                                       |
| A043 Gęgawa Anser anser                         | r             | 6000-9000 p.                                                   |                      |                      |                        | Możliwy spadek       |                        | -<0,5%?                                               |
| A048 Ohar Tadorna tadorna VU                    | r             | 115-117 p.,3                                                   | Częściowy spadek     | -60 do -70%          | -60 do -70%            |                      |                        | -15 do -25%                                           |
| A050 Świstun Mareca penelope CR                 | r             | 0 p.                                                           |                      |                      |                        | Nie dotyczy          |                        | Nie dotyczy                                           |
| A050 Świstun Mareca penelope                    | c             | b.d.                                                           |                      |                      |                        | Możliwy spadek       |                        | Bez zmian/ zmiany nieistotne?                         |
| A051 Krakwa Mareca strepera                     | r             | 3000-4000 p.                                                   |                      |                      |                        | Możliwy spadek       |                        | Bez zmian/ zmiany nieistotne?                         |
| A053 Krzyżówka Anas platyrhynchos               | w             | 179000-227100 os.                                              |                      | Prawdopodobny wzrost | Prawdopodobny wzrost   |                      |                        | Wzrost nieokreślony                                   |
| A055 Cyranka Spatula querquedula VU             | r             | 1000-3000 p.                                                   |                      |                      |                        | Możliwy spadek       | Silny spadek           | -1do -2%                                              |
| A056 Płaskonos Spatula clypeata VU              | r             | 400-1000 p.                                                    |                      |                      | -100%                  |                      | -90-100%               | -1 do -3%                                             |
| A054 Rożeniec Anas acuta CR                     | c             | b.d.                                                           |                      |                      |                        | Możliwy spadek       |                        | Bez zmian/ zmiany nieistotne?                         |
| A060 Podgorzałka Aythya nyroca                  | r             | 110-129 p.                                                     |                      |                      | Nie dotyczy            | Nie dotyczy          |                        | Nie dotyczy                                           |
| A061 Czernica Aythya fuligula                   | c             | b.d.                                                           | Prawdopodobny spadek |                      |                        |                      |                        | Spadek nieokreślony                                   |
| A062 Ogorzałka Aythya marila                    | c             | b.d.                                                           | Prawdopodobny spadek |                      |                        |                      |                        | Spadek nieokreślony                                   |
| A064 Lodówka Clangula hyemalis                  | c             | b.d.                                                           | Prawdopodobny spadek |                      |                        |                      |                        | Spadek nieokreślony                                   |
| A067 Gągoł Bucephala clangula                   | c             | b.d.                                                           | Prawdopodobny spadek |                      |                        |                      |                        | Spadek nieokreślony                                   |
| A067 Gągoł Bucephala clangula                   | w             | 22700-37300 os.                                                |                      | Prawdopodobny wzrost |                        |                      |                        | Wzrost nieokreślony                                   |
| A068 Bielaczek Mergus albellus                  | c             | b.d.                                                           | Prawdopodobny spadek |                      |                        |                      |                        | Spadek nieokreślony                                   |
| A068 Bielaczek Mergus albellus                  | w             | 1600-5000 os.                                                  | Prawdopodobny spadek |                      |                        |                      |                        | Spadek nieokreślony                                   |
| A070 Nurogęś Mergus merganser                   | r             | 1500-2500 p.                                                   | Częściowy spadek     | -70 do -80%          | -80 do -90%            |                      |                        | -5 do -11%                                            |
| A070 Nurogęś Mergus merganser                   | w             | 21900-46300 os.                                                | Prawdopodobny spadek | Trend nieokreślony   |                        |                      |                        | Trend nieokreślony                                    |
| A075 Bielik Haliaeetus albicilla                | r             | 1300-1900 p.                                                   |                      | Silny spadek         | Silny spadek           |                      |                        | maks. -1%                                             |
| A075 Bielik Haliaeetus albicilla                | w             | 3000-5000 os.                                                  |                      | Wzrost nieokreślony  | Wzrost nieokreślony    |                      |                        | Wzrost nieokreślony                                   |
| A081 Błotniak stawowy Circus aeruginosus        | r             | 6600-7400 p.                                                   |                      | -50 do -70%          |                        | Możliwy spadek       |                        | maks. -1%                                             |
| A084 Błotniak łąkowy Circus pygargus VU         | r             | 3400-4500 p.                                                   |                      |                      |                        | Silny spadek         |                        | -<0,5%                                                |
| A120 Zielonka Porzana parva                     | r             | 1500-2000 m.                                                   |                      |                      |                        | Możliwy spadek       |                        | Bez zmian/ zmiany nieistotne?                         |
| A122 Derkacz Crex crex VU                       | r             | 39000-52000 m.                                                 |                      | -70 do -80%          |                        | Częściowy spadek     | Silny spadek           | maks. -1%                                             |
| A127 Żuraw Grus grus                            | r             | 23000-30000 p.                                                 |                      | -70 do -80%          |                        |                      |                        | -<0,5%                                                |
| A127 Żuraw Grus grus                            | c             | 98000-155000 os.                                               |                      | Częściowy spadek     |                        |                      |                        | -2-3%                                                 |
| A130 Ostrygojad H. ostralegus VU                | r             | 36-40 p.                                                       |                      | Nie dotyczy          | -100%                  |                      |                        | -47 do -52%                                           |
| A136 Sieweczka rzeczna Charadrius dubius        | r             | 5000-13000 p.                                                  |                      | -95 do -100%         | -100%                  |                      |                        | -2 do -8%                                             |
| A137 Sieweczka obrożna Charadrius hiaticula EN  | r             | 179-251 p.                                                     | Częściowy spadek     | -100%                | -100%                  |                      |                        | -46 do -52%                                           |
| A140 Siewka złota Pluvialis apricaria           | c             | b.d.                                                           |                      | Silny spadek         |                        |                      |                        | Spadek nieokreślony                                   |
| A142 Czajka Vanellus vanellus                   | c             | b.d.                                                           |                      | Silny spadek         |                        |                      |                        | Spadek nieokreślony                                   |
| A149 Biegus zmienny Calidris alpina             | c             | b.d.                                                           | Prawdopodobny spadek |                      |                        |                      |                        | Spadek nieokreślony                                   |
| A154 Dubelt Gallinago media EN                  | r             | 486 m.                                                         |                      |                      |                        | Prawdopodobny spadek |                        | max. -1%                                              |
| A156 Rycyk Limosa limosa CR                     | r             | 800-1500 p.                                                    |                      |                      | -60 do -70%            | Częściowy spadek     | Silny spadek           | -3 do -6%                                             |
| A160 Kulik wielki Numenius arquata EN           | r             | 120-250 p.                                                     |                      |                      |                        | Spadek nieokreślony  |                        | max. -1%                                              |
| A160 Kulik wielki Numenius arquata              | c             | b.d.                                                           | Prawdopodobny spadek | Częściowy spadek     |                        |                      |                        | Spadek nieokreślony                                   |
| A162 Krwawodziób Tringa totanus NT              | r             | 800-1200 p.                                                    |                      |                      | -100%                  | Częściowy spadek     | Silny spadek           | -4 do -7%                                             |
| A166 Łęczak Tringa glareola                     | c             | b.d.                                                           | Prawdopodobny spadek |                      |                        |                      |                        | Spadek nieokreślony                                   |
| A168 Brodziec piskliwy Actitis hypoleucos       | r             | 1600-2200 p.                                                   |                      | -80 do -90%          | -90 do -95%            |                      |                        | -5 do -21%                                            |
| A170 Płatkonóg szydłodzioby P. lobatus          | c             | b.d.                                                           | Prawdopodobny spadek |                      |                        |                      |                        | Spadek nieokreślony                                   |
| A176 Mewa czarnogłowa I. melanocephalus EN      | r             | 42-86 p.                                                       |                      |                      | -90 do -100%           |                      |                        | -2 do -19% (średnio 9%)                               |
| A177 Mewa mała Hydrocoleus minutus              | r             | 0 p.                                                           |                      |                      |                        | Nie dotyczy          |                        | Nie dotyczy                                           |
| A177 Mewa małaHydrocoleus minutus               | c             | b.d.                                                           | Prawdopodobny spadek |                      |                        |                      |                        | Spadek nieokreślony                                   |
| A179 Śmieszka Ch. ridibindus                    | r             | 90 000-100 000 p.                                              |                      |                      | Silny spadek           |                      |                        | ok. -4 do -10%                                        |
| A182 Mewa siwa Larus canus VU                   | r             | 440 p.                                                         | Nie dotyczy          | -50 do -60%          | -90 do -95%            |                      |                        | -43 do -48%                                           |
| A182 Mewa siwa Larus canus                      | c             | b.d.                                                           | Prawdopodobny spadek |                      |                        |                      |                        | Spadek nieokreślony                                   |
| A182 Mewa siwa Larus canus                      | w             | 7000-12000 os.                                                 | Prawdopodobny spadek |                      |                        |                      |                        | Spadek nieokreślony                                   |
| A184 Mewa srebrzysta Larus argentatus           | r             | Brak danych                                                    | Nie dotyczy          | Silny spadek         |                        |                      |                        | Spadek nieokreślony                                   |
| A184 Mewa srebrzysta Larus argentatus           | c             | b.d.                                                           | Prawdopodobny spadek |                      |                        |                      |                        | Spadek nieokreślony                                   |
| A190 Rybitwa wielkodzioba H. caspia             | c             | b.d.                                                           | Prawdopodobny spadek |                      |                        |                      |                        | Spadek nieokreślony                                   |
| A191 Rybitwa czubata Thalasseus sandvicensis CR | r             | 2-200 p.                                                       | Częściowy spadek     |                      |                        |                      |                        | ok. -50%?                                             |
| A191 Rybitwa czubata Thalasseus sandvicensis    | c             | b.d.                                                           | Prawdopodobny spadek |                      |                        |                      |                        | Spadek nieokreślony                                   |
| A193 Rybitwa rzeczna Sterna hirundo             | r             | 6000-8000 p.                                                   | Częściowy spadek     | -45 do -60%          | -95 do -100%           | Możliwy spadek       |                        | -20 do -39%                                           |
| A193 Rybitwa rzeczna Sterna hirundo             | c             | b.d.                                                           | Prawdopodobny spadek |                      |                        |                      |                        | Spadek nieokreślony                                   |
| A195 Rybitwa białoczelna Sternula albifrons VU  | r             | 876-1103 p.                                                    | Częściowy spadek     | -95 do-100%          | -100%                  |                      |                        | -51 do -56%                                           |
| A196 Rybitwa białowąsa Chlidonias hybridus      | r             | 4288 p.                                                        |                      | Prawdopodobny spadek |                        | Możliwy spadek       |                        | -<0,5%                                                |
| A197 Rybitwa czarna Chlidonias Niger VU         | r             | 3659 p.                                                        |                      | -50 do -75%          |                        | Możliwy spadek       | Silny spadek?          | -1%                                                   |
| A197 Rybitwa czarna Chlidonias niger            | c             | b.d.                                                           | 26004 b.d.           |                      |                        |                      |                        | 2600 b.d.                                             |
| A215 Puchacz Bubo bubo NT                       | p             | 270-380 p.                                                     |                      |                      |                        | Możliwy spadek       |                        | Bez zmian/ zmiany nieistotne?                         |
| A222 Uszatka błotna Asio flammeus EN            | r             | 0-35 p.                                                        |                      |                      |                        | spadek               |                        | max. -3%                                              |
| A229 Zimorodek Alcedo atthis                    | r             | 2500-6000 p.                                                   |                      | -90 do -95%          | -90 do -95%            |                      |                        | -1 do -3%                                             |
| A238 Dzięcioł średni Dendrocoptes medius        | p             | 20 000-36 000 p.                                               |                      |                      | Silny spadek           |                      |                        | max. -2%                                              |
| A249 Brzegówka Riparia riparia                  | r             | 150 000-300 000 p.                                             |                      | -60 do -80%          | -90 do -95%            |                      |                        | -5 do -13%                                            |
| A272 Podróżniczek Luscinia svecica              | r             | 1300-1800 p.                                                   |                      |                      | Silny spadek           | Możliwy spadek       |                        | -<0,5%                                                |
| A294 Wodniczka A. paludicola VU                 | r             | 3200-4500 m.                                                   |                      |                      |                        | Silny spadek         | -100%                  | max. – 1%                                             |
| A298 Trzciniak A. arundinaceus                  | r             | 151 000-224 000 p.                                             |                      | Wzrost nieokreślony  |                        |                      |                        | Wzrost nieokreślony                                   |
| A307 Jarzębatka Sylvia nisoria                  | r             | 90 000-128 000 p.                                              |                      | Silny spadek         |                        |                      |                        | -<0,5%                                                |
| A323 Wąsatka Panurus biarmicus                  | r             | 1800-2500 p.                                                   |                      |                      |                        | Możliwy spadek       |                        | Bez zmian/ zmiany nieistotne?                         |
| A336 Remiz Remiz pendulinus                     | r             | 14000-34000 p.                                                 |                      | -85 do -90%          |                        |                      |                        | min. -1%                                              |
| A371 Dziwonia Carpodacus erythrinus             | r             | 32000-59000 p.                                                 |                      | -85 do -90%          | -85 do -90%            |                      |                        | max. – 1%                                             |
| A429 Dzięcioł białoszyi Dendrocopos syriacus    | p             | 1000-2000 p.                                                   |                      |                      | -90 do -100%           |                      | Bez zmian?             | max. – 1%                                             |
| A459 Mewa białogłowa Larus cachinnans           | r             | 2000-3000 p.                                                   |                      |                      | -90 do -100%           |                      |                        | -6 do -22%                                            |

### Zagrożenie radiacyjne i chemiczne
Odcinek nowego szlaku żeglugowego będzie przebiegał przez terytorium dotknięte katastrofą w Czarnobylu w 1986 roku. Ujście rzeki Prypeć zostało znacznie zanieczyszczone, część substancji radioaktywnych opadła zarówno na dno rzeki, jak i na dno zbiornika w Kijowie. Podczas prac pogłębiarskich w korycie rzeki na terytoriach sąsiadujących z Czarnobylską Strefą Wykluczenia i w górnym regionie Zbiornika Kijowskiego może dojść do pogorszenia jakości wody, a miliony obywateli Ukrainy mogą stanąć w obliczu zagrożenia radioaktywnego z powodu skażenia radioaktywnymi osadami. Ponadto tylko jeden wypadek transportu chemikaliów na trasie E40 może zniszczyć system zaopatrzenia w wodę Kijowa i mieć negatywny wpływ na zaopatrzenie w wodę innych miast w dolnym biegu Dniepru.

## Realizacja projektu na Białorusi
W 2020 r. podjęto wykonano prace pogłębiarskie w Kobryniu i wydano nakazy eksmisji gruntów przeznaczonych pod proponowany port rzeczny w Niżnych Żarach w pobliżu granicy z Ukrainą.  
Od rozpoczęcia wojny w Ukrainie projekt nie wydaje się być aktywny. Przeciwnicy projektu budowy drogi wodnej E40 obawiają się jednak, że jeśli polskie i ukraińskie odcinki zaczną być budowane, Białoruś może wrócić do realizacji wcześniejszych planów w dowolnym dogodnym momencie.

## Realizacja projektu na Ukrainie
4 października 2019 r., w ramach udziału w II Forum Regionów Ukrainy i Białorusi, prezydent Ukrainy Wołodymyr Zełenski i prezydent Republiki Białorusi Aleksander Łukaszenka zawarli porozumienie, zgodnie z którym w 2020 r. strona ukraińska miała przeprowadzić prace pogłębiarskie na rzekach Prypeć i Dniepr, niezbędne do przywrócenia ruchu statków.
6 lutego 2020 roku minister infrastruktury Ukrainy Vladislav Krikliy oświadczył, że "projekt przywrócenia szlaku rzecznego E-40 osiągnął etap praktycznej realizacji".
Latem i jesienią 2020 r. na Prypeci przeprowadzono prace pogłębiarskie w ośmiu punktach. Ocena oddziaływania tych prac na środowisko nie została przeprowadzona.  30 września 2020 r. Gabinet Ministrów Ukrainy przyjął uchwałę "O zmianach w wykazie śródlądowych dróg wodnych sklasyfikowanych jako żeglowne". Rozporządzenie to obejmuje również E40.
25 listopada 2020 r. Gabinet Ministrów Ukrainy zatwierdził projekt umowy między Gabinetem Ministrów Ukrainy a Rządem Chińskiej Republiki Ludowej o wzmocnieniu współpracy w dziedzinie budowy infrastruktury i upoważnił Ministra Infrastruktury Vladislava Krikliya do podpisania tej umowy. Otwiera to lobbystom projektu drogę do uzyskania chińskich kredytów na budowę E40.
W dniu 11 grudnia 2020 r. na stronie internetowej Państwowej Agencji Ukrainy ds. Zarządzania Strefą Wykluczenia opublikowano Ogłoszenie o publikacji Strategii rozwoju strefy wykluczenia w latach 2021-2030. Projekt strategii zawiera sekcję 5.9. Rozwój infrastruktury transportowej, który w całości poświęcony jest lobbingowi na rzecz budowy drogi wodnej E40 przez strefę wykluczenia. Po krytycznych wypowiedziach organizacji społecznych[22] Państwowa Agencja Ukrainy ds. Zarządzania Strefą Wykluczenia obiecała wykluczyć tę sekcję ze strategii, co nastąpiło w 2021 roku.
Po spotkaniu z grupą aktywistów ekologicznych i organizacji pozarządowych, które odbyło się w Ministerstwie Ekologii i Zasobów Naturalnych Ukrainy pod koniec 2020 r., ukraiński minister środowiska Roman Abramowski oświadczył, że "ministerstwo będzie nalegać na przeprowadzenie strategicznej oceny oddziaływania na środowisko i oceny oddziaływania na środowisko" przed rozpoczęciem prac nad drogą wodną E40. 
W kwietniu 2021 r. rząd Ukrainy zatwierdził "Plan działania na rzecz realizacji krajowej strategii transportowej do 2030 r.", który obejmuje rozwój drogi wodnej E40 i przypisuje odpowiedzialność za realizację projektu Ministerstwu Infrastruktury oraz przedsiębiorstwom państwowym "Administracja portów morskich Ukrainy" i "Ukrvodshlyakh". Plan działania nie zwraca uwagi na rozwój zelektryfikowanych kolei jako najbardziej przyjaznego dla środowiska środka transportu.
W lipcu 2022 r. Komisja Europejska przyjęła orientacyjną mapę TEN-T dla Ukrainy, która obejmuje większość ukraińskiego odcinka E40 (do ujścia Prypeci/granicy Czarnobylskiej Strefy Wykluczenia). 
W tym samym miesiącu Ukraina wypowiedziała dwustronną umowę z Białorusią w sprawie żeglugi śródlądowej, która, nie wspominając bezpośrednio o drodze wodnej E40, położyła podwaliny pod jej wdrożenie.